# Gebirgszug

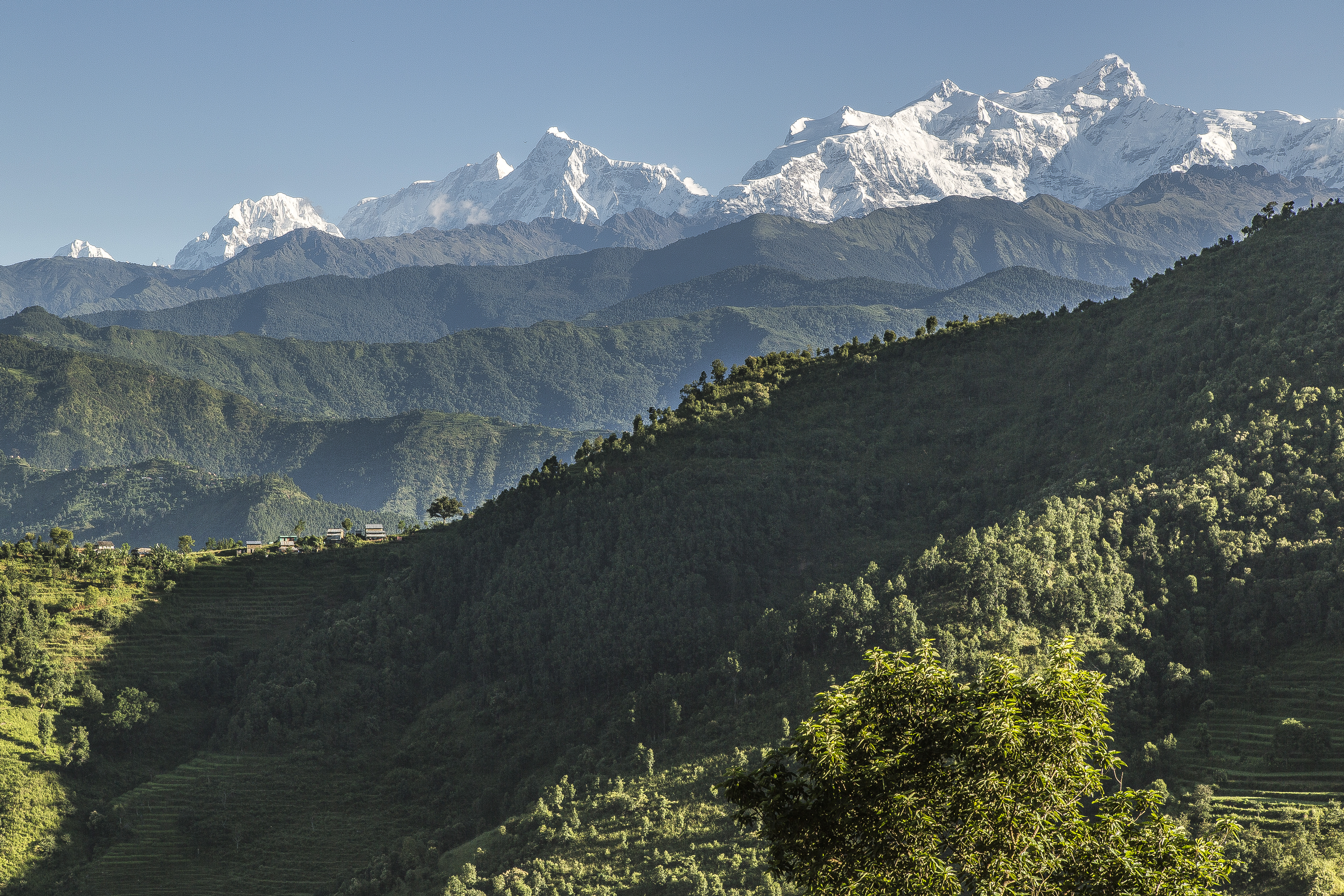
Bergketten vor dem Boudha Himal in Nepal

Unter Gebirgszug versteht man eine Folge hoher Berggipfel oder eine zusammenhängende Bergkette innerhalb eines größeren Gebirges. Der Begriff wird aber auch für langgestreckte Faltengebirge mit mehreren Parallelketten verwendet (Kettengebirge). Während im Hochgebirge die Begriffe Bergkette oder Gebirgszug üblich sind, spricht man im Mittelgebirge eher von Höhenzug oder Höhenrücken, bzw. im Hügelland von einer Hügelkette. Am häufigsten treten langgestreckte Bergketten bei Orogenen vom Typus des Faltengebirges (Auffaltung durch seitlichen Druck) und des Deckengebirges (Überschiebung dünner Gesteinspakete) auf. Andere Gebirgsarten wie Bruch- bzw. Horstgebirge oder Rumpfgebirge bilden kaum Parallelketten aus. Wenn hingegen ein Rumpfgebirge zu einem hochgelegenen Tafelland erodiert wird, kann eine fortschreitende Zertalung ebenfalls Bergketten entstehen lassen.

## Entstehung paralleler Bergketten

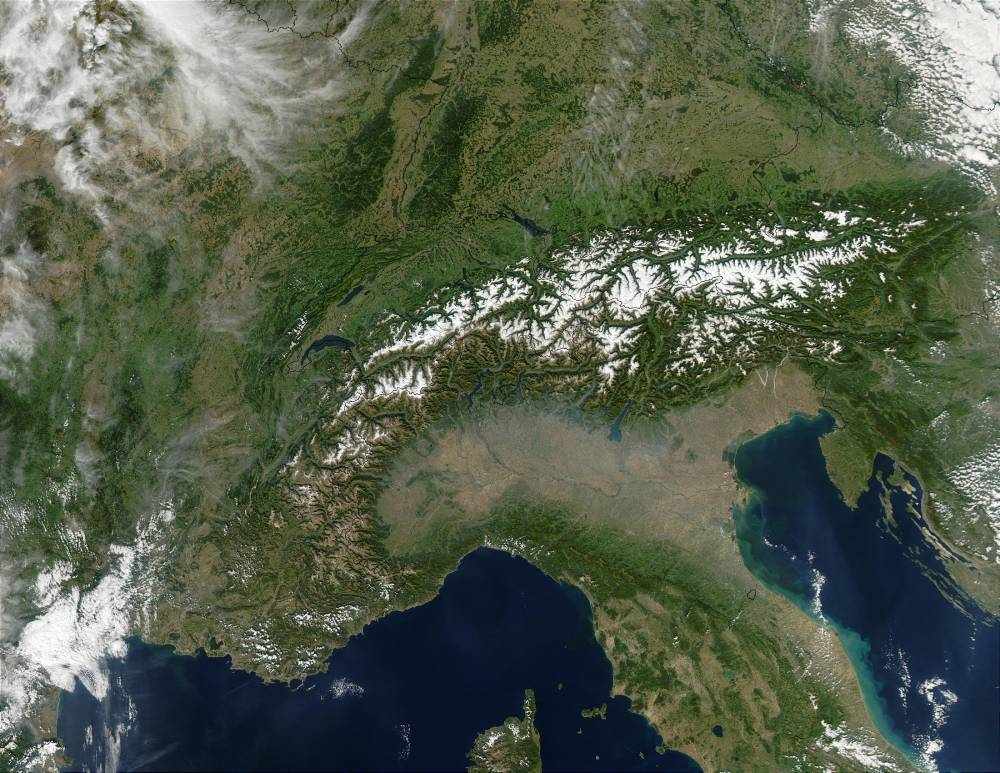
Auf diesem Satellitenbild der Alpen modelliert die Schneegrenze den Verlauf der Gebirgszüge heraus

Die kettenartige Anordnung der Gipfel und die Ausbildung langer, gezackter Bergkämme – spanisch auch Sierra (Säge) genannt – ist eine Folge der gemeinsamen Entstehung durch gebirgsbildende Kräfte. Die oft linienförmige Struktur hängt neben der Richtung dieser Schubkräfte und den resultierenden Gebirgsfalten oft auch mit geologischen Störungslinien der oberen Erdkruste zusammen, die zwischen einzelnen Bergketten verlaufen. In diesen Störungszonen ist das teilweise zerriebene Gestein leichter erodierbar, sodass es dort zur Bildung größerer Flusstäler kommt. Diese sogenannten Längstäler verstärken den bei jungen Orogenen vorhandenen Trend zur Ausbildung paralleler Bergketten zusätzlich.
Dass vor allem Faltengebirge (z. B. die Kordilleren) zur Bildung annähernd paralleler Ketten tendieren, hängt mit ihrem Gesteinsaufbau und den Schubkräften der Plattentektonik zusammen. Die emporgepressten Gesteinspakete sind entweder magmatische Tiefengesteine, die durch ihre Wärme leicht verformbar sind, oder in den Synklinalen abgelagerte Sedimente oder Metamorphite mit wenig fester Struktur. Daher bildet das Orogen gefaltete, aus der horizontalen Lage umgebogene und seitlich zusammengeschobene Schichten. Die Längserstreckung der Falten steht senkrecht auf der Richtung des Seitenschubes. Ähnlich sind auch die Überschiebungsfalten eines Deckengebirges (z. B. die Zentralalpen) geformt.
Die weltweit anzutreffenden Falten-, Ketten- oder Deckengebirge sind zwar zu verschiedenen Zeiten der Erdgeschichte entstanden, einander im Entstehungsstadium aber morphologisch ähnlich. Härtere Gesteine bilden fortlaufende Grate oder Rücken, die dem Streichen der Schichten und Falten folgen. Die sich bildenden Ketten oder Rücken sind daher annähernd parallel zueinander. Sie werden nur von kurzen, meist engen Quertälern unterbrochen, die oft als Durchbruchstal entstehen. Im Laufe der Erdgeschichte bewirkt die Erosion durch Wasser, Eis und Wind, dass die höchsten Stellen der Bergkämme am schnellsten abgetragen werden und einzelne Gipfel oder Gipfelketten herausmodelliert werden. Dazwischen entstehen Einschnitte, die je nach Höhenlage und Gestein scharfkantige Scharten bilden, oder sanftere Gebirgspässe und Sättel.

## Vorherrschende Gesteine und Bergformen

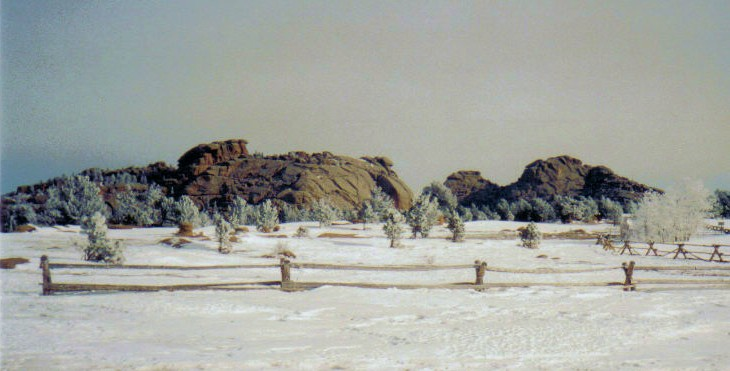
Rest einer alten Bergkette in den Laramie Mountains, Colorado

Decken- oder Faltengebirge mit ihren etwa parallelen Bergketten haben im Wesentlichen ein einheitliches geologisches Alter, können aber aus mehreren Gesteinsarten bestehen. So überwiegen in den Zentralalpen die granitischen Gesteine, Gneise und metamorphe Schiefer, während nördlich und südlich davon die Kalkalpen entstanden. Den Nördlichen Kalkalpen sind wiederum die weichen Flyschberge und die Molassezone vorgelagert. 
Die Art der Gesteine prägt das Erscheinungsbild der Gebirgszüge sehr deutlich, weil die Erosion je nach Gesteinshärte und petrologischer Struktur zu sehr unterschiedlichen Formen führt. Eine Rolle spielen neben Höhenlage und Klima auch die Schichtung des Gesteins, Hangneigung und Exposition, Gewässertypen und geologische Störungslinien. Für harte Felsmassive typisch sind die schroffen Wände (z. B. der Dolomiten) und ihre gewaltigen Schuttkegel. Im Gegensatz dazu bilden sich bei Flysch oder Schiefer sanfte Bergformen und Kuppen, weil das Gestein kaum wasserdurchlässig, aber gut verformbar ist.